# USS Makassar Strait (CVE-91)
Авіаносець «Макассар Стрейт» (англ. USS Makassar Strait (CVE-91)) - ескортний авіаносець США часів Другої світової війни, типу «Касабланка».

## Історія створення
Авіаносець «Макассар Стрейт» закладений 29 грудня 1943 року  на верфі Kaiser Shipyards у Ванкувері під ім'ям Ulitaka Вау, проте в процесі будівництва перейменований в «Макассар Стрейт». Спущений на воду 22 березня 1944 року. Авіаносець вступив у стрій 27 квітня 1944 року.

## Історія служби
Після вступу в стрій «Віндхем Бей» використовувався як навчальний авіаносець, де проходили тренування пілоти морської авіації. В лютому-серпні 1945 року забезпечував діяльність з'єднання плавучого тилу 3-го та 5-го флотів США.
Після закінчення бойових дій корабель перевозив американських солдатів та моряків на батьківщину (операція «Magic Carpet»).
8 серпня 1946 року авіаносець був виведений в резерв. 12 червня 1955 року «Макассар Стрейт» був перекласифікований в допоміжний авіаносець CVU-91.
1 вересня 1958 року «Макассар Стрейт» був виключений зі списків флоту і у 1965 році потоплений під час випробування нових видів ракетної зброї.